# 日本文化チャンネル桜
日本文化チャンネル桜（にっぽんぶんかチャンネルさくら）は、日本のテレビ番組制作・動画配信サイト運営会社。元衛星役務利用放送事業者及び同社がかつてスカパー!で放送した専門チャンネルの名称。略称・通称はチャンネル桜。

## 概要
2004年（平成16年）4月6日、田形竹尾、水島総、梅沢重雄、高橋史朗、松浦芳子が発起人となり株式会社日本文化チャンネル桜を設立する。2004年8月15日午前6時からスカパー!Ch.767で開局。『日本の伝統文化の復興と保持を目指し日本人本来の「心」を取り戻すために設立された』としており、概ね保守系テレビ番組制作プロダクションと位置づけられている。
社是は「草莽崛起」と「敬天愛人」。
2007年（平成19年）3月31日に経営難で閉局するも、4月1日以降はスカパー!他チャンネル内の一部放送枠での放送に移行。2007年5月22日に動画配信サイト「So-TV」を開設し、インターネット上での配信も開始。2008年9月に「チャンネル桜二千人委員会」を設立し、支援者からの寄付を募る形での会社運営を開始する。2009年にYouTubeとニコニコチャンネルで公式チャンネルを開設。セレクトショッピング・So-TVで視聴できる番組を一部無料での配信を開始し、2017年4月時点で国防・防人チャンネルで配信している番組以外視聴が可能。
2013年（平成25年）3月から、ニコニコチャンネルで「国防・防人チャンネル」を開設（有料）。沖縄の政治や政治運動等を取り上げ、ニコニコ生放送から生放送およびYouTube、ニコニコ動画でアーカイブ放送されている。2014年（平成26年）10月25日からニコニコチャンネルで、スカパー!と同時刻・同内容の放送を有料会員向けに開始され、2016年（平成28年）11月7日から「FRESH! by CyberAgent」で配信が開始された。
2008年（平成20年）11月から復活させた、スカパー!でのテレビ放送を、2017年（平成29年）11月30日の放送で終了し、インターネット配信のみの配信体系になった。

### 放送内容
放送の開始時に日章旗を掲揚する映像を背景に、国歌「君が代」を流している。単独の放送局として24時間放送を行っていた時期は、『桜講談劇場』・『桜 詩吟の魂』・『桜寄席』・『桜浪曲劇場』・『民謡 日本の祭り』といった、落語・詩吟・講談・浪曲・民謡など日本の文化や伝統芸能に関する内容の番組も放送していたこともあったが、ほかチャンネル内の一部放送枠へ移行後はオピニオン・討論番組を中心とする。

### 言志
2012年（平成24年）8月1日から電子書籍『言志（げんし）』の発行を開始。以降毎月発行されていたが、2014年2月以降発行が途絶える。同年5月から不定期で復刊すると共に、製本版としての発行も開始。製本版はビジネス社から発売。標語は、「日本を主語とした電子言論マガジン」。誌名は佐藤一斎の語録『言志四録』に由来する。復刊した電子版も2016年1月の第5号を最後に刊行されていない。
水島総が編集長を務め、チャンネル桜キャスター陣による寄稿を中心に、西部邁、伊藤貫、中野剛志、東谷暁、藤井聡らも寄稿。

### 訴訟
2016年10月に「【沖縄の声】ヘリパッド反対派を初起訴、香山リカのツイートが法に触れる可能性あり」と題する動画を制作。この中で出演者に香山リカのツイッターでの投稿について「医師法の違反が疑われて監査が入った」などと、事実と異なる発言をさせ取り消しもしなかった事が名誉毀損に当たるとして香山に提訴される。賠償を命じられ控訴・上告したが2020年12月3日、最高裁判所で敗訴が確定した。

## 沿革
- 2004年（平成16年）
  - 4月6日 - 会社設立。
  - 8月15日 - スカパー!Ch.767で開局。
  - 9月1日 - 有料放送開始。
- 2006年（平成18年）
  - 5月1日 - インターネット上でオンデマンド放送を開始。
  - 12月1日 - 親会社「株式会社ウィンズ・ジャパン」（社長は同じく水島総）が所有する「株式会社ウィンズ・インターナショナル[注釈 1]」の全株式をオープンインタフェースへ譲渡し、売却益で負債を返済。余剰金は映画『南京の真実』の製作費に充てることを発表。
- 2007年（平成19年）
  - 3月31日 - 経営難で閉局。
  - 4月1日 - トランスデジタルの子会社である「ハッピー241」（スカパー!Ch.241）の一部放送枠での放送に移行。これに先だち、トランスデジタルは増資をきっかけとして仕手筋に乗っ取られていたことが後に明らかになる[12][13]。
  - 5月22日 - オンデマンド放送をリニューアルし、「So-TV」に改称。
  - 6月23日 - 映画『南京の真実』制作のため、「株式会社チャンネル桜エンタテインメント」を設立。
  - 7月1日 - 放送時間短縮、日曜日の放送を中止。
- 2008年（平成20年）
  - 4月1日 - 開局以来の看板番組『報道ワイド日本』をリニューアルし、平日分を『桜プロジェクト』に改称。放送時間短縮。
  - 8月7日 - チャンネル桜が制作に関与する「ハッピー241」の新番組『ガンバレ自衛隊! 安全保障アワー』の制作発表会および披露パーティーが開催され[14]、林芳正、小池百合子、高市早苗など自民党防衛族の政治家などが出席、産経新聞に報道される[15]。
  - 9月11日 - 経営難を公表して視聴者の支援を呼びかける「チャンネル桜二千人委員会」発足を発表。
  - 9月30日 - 「ハッピー241」は親会社トランスデジタルが倒産して閉局する。スカパー!の放送から一時完全撤退する。『ガンバレ自衛隊! 安全保障アワー』も制作を中止する。番組制作とSo-TVの配信は継続。
  - 11月1日 - 「ベターライフチャンネル」（スカパー!Ch.216、スタイルキャスト運営）の一部放送枠で放送を再開。
  - 12月1日 - 放送時間の一部変更。
- 2009年（平成21年）
  - 1月1日 - 放送時間の一部変更。
  - 3月2日 - 放送時間の一部変更。
  - 5月31日 - 「ベターライフチャンネル」での放送を終了。
  - 6月1日 - 「スカイアイ/日本文化チャンネル桜」（スカパー!Ch.219）を開局（24時間放送）。うち自社制作番組放送枠は1日4時間。
  - 8月1日 - 前日で「スカイアイチャンネル」枠が打ち切られたため、放送時間を1日11時間に短縮。
  - 8月31日 - 「スカイアイ/日本文化チャンネル桜」を閉局。
  - 9月1日 - 「セレクトショッピング Ch.217」（スカパー!Ch.217、スタイルキャスト運営）の一部の放送枠での放送に移行。
  - 11月2日 - 放送時間の一部変更。
- 2013年（平成25年）
  - 8月19日 - 初の支局として「沖縄支局」を開局。
- 2014年（平成26年）
  - 1月 - 水島総が2014年東京都知事選挙に出馬する田母神俊雄の選挙対策本部長を務めるために社長を辞任[16]。プロデューサーの井上敏治が社長に就任した。選挙終了後、3月に水島総が代表取締役社長に復帰。
- 2018年（平成30年）
  - 8月20日 - 北海道支局として「チャンネル北海道」を本開局。

## 放送形態の変遷
| 期間                           | 放送局                          | 局番 | 放送時間                      | 視聴料金          | インターネット配信                                    | 備考                                                     |
| ------------------------------ | ------------------------------- | ---- | ----------------------------- | ----------------- | ----------------------------------------------------- | -------------------------------------------------------- |
| 2004年8月15日 - 2007年3月31日  | 日本文化チャンネル桜            | 767  | 24時間                        | 月額880円（税込） | オンデマンド放送                                      | 一部のCATVでも放送。                                     |
| 2007年4月1日 - 2008年9月30日   | ハッピー241                     | 241  | 20時から3時間                 | 無料放送          | オンデマンド放送→So-TV                                |                                                          |
| 2008年10月1日 - 2008年10月31日 | -                               | -    | -                             | -                 | So-TV                                                 | スカパー!での放送は無し                                  |
| 2008年11月1日 - 2009年5月31日  | ベターライフチャンネル          | 216  | 月 - 土 20時から最長3時間30分 | 無料放送          | So-TV YouTube                                         |                                                          |
| 2009年6月1日 - 2009年8月31日   | スカイアイ/日本文化チャンネル桜 | 219  | 20時から4時間                 | 無料放送          | So-TV YouTube                                         | [ 注釈 3 ]                                               |
| 2009年9月1日 - 2014年5月31日   | セレクトショッピング            | 217  | 月 - 土 20時から最長3時間     | 無料放送          | So-TV YouTube ニコニコチャンネル FRESH! by CyberAgent |                                                          |
| 2014年6月1日 - 2017年11月30日  | セレクトショッピング            | 528  | 月 - 土 20時から最長3時間     | 無料放送          | So-TV YouTube ニコニコチャンネル FRESH! by CyberAgent | セレクトショッピングのデジタル放送化に伴い、局番が変更。 |

### So-TV
2006年（平成18年）5月1日から、ウェブサイトでオンデマンド放送を開始した後、2007年（平成19年）5月22日からオンデマンド放送をリニューアルした動画配信サイト「So-TV（ソーティーヴィー）」を設立。料金は月額3150円。購入する事で、過去のチャンネル桜の番組が全て閲覧できる。「チャンネル桜二千人委員会」に入会する事でも視聴ができる。名称の由来は、「草莽崛起」の「草」、その草莽が集まり新しい価値を創り上げていく意味での「創」、英語の接続詞「so」の「さて」「それから」と常に新しく展開していく意味での「So」、水島総の「総」に由来する。

## 政治的スタンス

### 肯定する傾向のある対象

#### 思想
- 保守

保守的とみなしたシンポジウムや講演会、市民運動を多く取り上げており、代表取締役社長の水島総が幹事長を務める頑張れ日本!全国行動委員会の活動を取り上げる事も多い。討論番組『日本よ、今...「闘論！倒論！討論！」』では、保守思想について議論する事も多い。
- 靖国神社

2007年に中国人映画監督である李纓が制作した映画「靖国 YASUKUNI」に多数問題点がある事を指摘。キャスターの大高未貴が出演者の刈谷直治に取材し、「出演依頼の際に受けた説明と実際の扱い方が全く違う」など制作・編集上の問題点を批判的に報道した。

#### 国防
- 自衛隊

開局時から、自衛隊に対する国民の理解を広げ深める事を目的とする自衛隊専門の報道番組「防人の道 今日の自衛隊」を放送。震災復興時の自衛隊と国民のエピソードなどを紹介している。自衛隊を否定・侮辱する傾向のある団体に対して批判する傾向もある。

#### 内政
- ケインズ経済学

デフレ下の消費税増税には一貫して反対している。安保では左派だが経済では積極財政派の森永卓郎が出演したこともある。

### 否定する傾向のある対象

#### マスメディア
- NHK

NHKの番組『NHKスペシャル シリーズ 「JAPANデビュー」』を捏造番組として頻繁に非難し、現地調査や問題点の議論、抗議活動した後、1万人の訴訟委任状を添えて東京地方裁判所へ提訴した。この訴訟はNHK側の勝訴で終わった。
- 朝日新聞

新聞社の中では特に朝日新聞を批判しており、いわゆる従軍慰安婦問題の強制性を指摘した吉田証言・福島第一原子力発電所事故に関する吉田調書を巡る疑惑を朝日新聞が誤報と認め謝罪した以後更に糾弾運動を強め、朝日新聞のねつ造歪曲報道を徹底的に糺すとして、「朝日新聞を糺す国民会議」を結成し、2015年1月に8749人による集団訴訟を起こした。3月25日には17019人による追加提訴がされ、計25768名の原告団となった。この訴訟では朝日新聞の報道は原告の名誉毀損を認めず朝日新聞の勝訴となった。

#### 国
- 朝鮮半島

継続的に北朝鮮に抗議すると共に、長期化させてしまっている日本政府の拉致問題への対応を批判する事も多い。韓国が主張するいわゆる従軍慰安婦問題については、根拠の無いデマとしている。米連邦議会下院における「従軍慰安婦問題の対日謝罪要求決議」へ全面撤回を要求する抗議運動も行った。竹島を巡る領土問題についても韓国による侵略であるとして返還を求めている。

### 外国語メディアによる位置付け
一部の日本の英字紙や国外のメディアは、水島総が監督を務める南京大虐殺否定論を扱った映画『南京の真実』を取り上げると共に、「Rightwing（右翼・右派）」、「Revisionist（歴史修正主義者）」の放送局と位置づけられている。以下は一例。
- ジャパンタイムズ（日本の英字新聞）[26]
- ハリウッド・リポーター（アメリカの週刊誌）[27]
- Taipei Times（中華民国（台湾）の英字紙）[28]
- アルジャジーラ（カタールの衛星放送）[29]

チャンネル桜及び社長の水島自身は右翼・歴史修正主義者である事を否定しており、2015年（平成27年）2月に日本外国特派員協会で行われた朝日新聞を糺す国民会議の会見では、「Conservative（保守）」と形容される事については肯定すると述べた。水島と会見に同席した加瀬英明は、外国記者に対して「日本について全く無知で、いい加減なことを触れ回っている」、「朝日新聞と同じようなイデオロギー色に満ちた報道しかしていない」といった批判をし、日本の保守派を右翼・歴史修正主義者という形で非難している事に対して、「残念であり、怒りすら覚える」、「真実を伝えていただきたい」、「大変悲しんでいる」と述べた。

## 主な番組

### 現在配信中の番組
ニコニコ生放送での配信後、YouTube及びFresh!にもアップロード
- Front Japan 桜（月曜日 - 金曜日）

前番組の『桜プロジェクト』、『報道ワイド日本 Weekend』から番組構成を変更し、記事解説メインの構成からキャスターのオピニオンメインの番組構成へ変更。
番組構成ラインナップ
- キャスターのオピニオンコーナー（前、後半）
  - 政治運動・シンポジウム等のVTR特集
  - ゲストを招いて著書や時事内容、活動等についてインタビュー（火、金曜以外）

|          | 月                                    | 火                               | 水                                           | 金                                           | 木                 |
| -------- | ------------------------------------- | -------------------------------- | -------------------------------------------- | -------------------------------------------- | ------------------ |
| 出演者   | 渡邉哲也or馬渕睦夫 鈴木邦子、前田有一 | 有本香、福島香織[注釈 6][注釈 7] | ※[注釈 8]、浅野久美 河添恵子、銀谷翠[注釈 6] | ※[注釈 8]、浅野久美 河添恵子、銀谷翠[注釈 6] | 水島総、高清水有子 |
| 放送時間 | 20:00 - 21:00                         | 20:00 - 21:00                    | 20:00 - 21:00                                | 20:00 - 21:00                                | 20:00 - 21:00      |
- 頑固亭異聞

前番組のオピニオンコーナーが独立し、放送回毎に一つのテーマに対して議論する番組構成。
|          | 月                                                        | 火                                                        |
| -------- | --------------------------------------------------------- | --------------------------------------------------------- |
| 出演者   | 三輪和雄、佐波優子 西村幸祐、小山和伸、富岡幸一郎[注釈 9] | 三輪和雄、佐波優子 西村幸祐、小山和伸、富岡幸一郎[注釈 9] |
| 放送時間 | 21:00 - 21:30                                             | 21:00 - 21:30                                             |
コラム
| コラムニスト | タイトル         |
| ------------ | ---------------- |
| 三輪和雄     | 断舌一歩手前     |
| 佐波優子     | 撫子日和         |
| 西村幸祐     | ニュースの読み方 |
| 高清水有子   | 今週の御皇室     |
| 水島総       | 直言極言         |
| 番組名                                     | 出演                                                                                        | 配信曜日   | 配信時間      | 放送内容・備考 |
| ------------------------------------------ | ------------------------------------------------------------------------------------------- | ---------- | ------------- | --- |
| 青山繁晴が答えて、答えて、答える!          | 青山繁晴                                                                                    | 金曜日     | 21:00 - 21:30 | 視聴者からの質問に答える形で、日本の現状と未来を展望していく番組。 |
| 夢を紡いで                                 | 中山恭子                                                                                    | 金曜日     | 22:00 - 22:30 | 中山が好きな世界の文化や思想の真髄を知る識者や各界で活躍する相手を招いて、話を聞き出すトーク番組。 |
| 日本よ、今...「闘論！倒論！討論！」        | 水島総、パネリスト約7名                                                                     | 土曜日     | 20:00 - 23:00 | 歴史、政局、経済、安全保障、外交など、日本の直面している課題や時局のテーマについての討論番組。 |
| 沖縄の声                                   | 手登根安則、MISAKI 江崎孝、我那覇真子 依田啓示 伊波豊、島袋朝史 又吉康隆、金城テル 惠隆之介 | 月 - 金    | 19:00 - 20:00 | チャンネル桜沖縄支局からメディアが報じない『沖縄の声』を紹介。YouTubeLive、ニコニコ生放送で生放送。YouTube、ニコニコ動画でアーカイブ放送。                                                                                                   |
| エネルギーは現在（いま）                   | 川口マーン惠美、小野章昌                                                                    | 隔週月曜日 | 21:30 - 22:00 | 福島第一原発事故をきっかけに、迷走し始めた日本のエネルギー問題と今後や日本のエネルギー政策の現在（いま）は一体どうなっているのかについて、川口とエネルギーコンサルタントの小野が世界的視点から詳しく検証し、問題提起するエネルギー専門番組。 |
| 真相はこうだ！桜便り                       | 水島総、浅野久美                                                                            | 水曜日     | 21:00 - 21:30 | 「がんばれ日本全国行動委員会」の各支部を含めた活動報告のほか、時事や喫緊の問題に対して識者を招いて分析、考察する番組 |
| 桜World Network 世界は今…                  | 水島総、水野久美                                                                            | 木曜日     | 21:00 - 22:00 | 在外各国在住の日本人をSkypeで結び「草莽国際情報ネットワーク」特派員として時事問題や各国の状況を報告する。日本に一時帰国時にはスタジオ出演する場合も有                                                                                        |
| 夜桜亭日記                                 | 浅野久美、saya                                                                              | 隔週水曜日 | 20:00 - 21:00 | 様々な分野の女性ゲストとトーク番組。YouTubeLive、ニコニコ生放送で生放送。2015年8月19日から、番組終了後にアフターとして水島が参加して視聴者の質問に答える「視聴者の質問に答えます！」枠が設けられた。                                         |
| 夜桜亭日記                                 | 浅野久美、saya、水島総                                                                      | 隔週水曜日 | 21:00 - 22:00 | 様々な分野の女性ゲストとトーク番組。YouTubeLive、ニコニコ生放送で生放送。2015年8月19日から、番組終了後にアフターとして水島が参加して視聴者の質問に答える「視聴者の質問に答えます！」枠が設けられた。                                         |
| 拉致問題アワー                             | 増元照明                                                                                    | 隔週水曜日 | 22:00 - 22:30 | 拉致問題に関するこれまでの経緯や政府の対応、今後の課題などについて。 |
| 魂の事業 その承継                          | 後藤孝典、大隅紀絵                                                                          | 隔週水曜日 | 22:00 - 22:30 | 日本の中小企業で、世界に誇る技術を持つ会社や黒字倒産する会社も多く、時間軸を持って、中小企業の志や思いや等様々な「事業承継」実例を紹介する経済番組。                                                                                         |
| 台湾チャンネル 日台交流頻道                | 永山英樹、謝惠芝                                                                            | 木曜日     | 約35分        | 日本語と台湾の言語を用いながら、台湾事情を日本国民に、そして日台に関わる情報を台湾国民に紹介。 |
| クライン孝子の「言いたい放談」             | クライン孝子、水島総                                                                        | 木曜日     | 約15分        | 日本の問題や世界情勢をドイツ・ヨーロッパの事情等と絡めながらビデオ通話で対話するコーナー。 2016年4月22日迄は『報道ワイド日本 Weekend』内で放送。番組終了に伴い、インターネット配信のみ                                                       |
| 桜無門関                                   | 馬渕睦夫、水島総                                                                            | 月末木曜日 | 約60分        | 渡部昇一の『大道無門』のリバイバル番組。物事の本質を見極める言葉と思考を水島と対談を通じて発信する番組 |
| ウイグルの声 ～ Uyghular Awazi             | イリハム・マハムティ                                                                        | 約30分     | 不定期        | 中国共産党による民族浄化で危機にあるウイグル人の現状やニュース・文化・歴史等を多言語で紹介する番組。 |
| アジアから世界へ ～ From Asia to The World | ペマ・ギャルポ                                                                              | 約30分     | 不定期        | 日本で活躍するアジア各国の人々の声や、日本のアジアに対する貢献度、世界の出来事をアジア視点から考えるアジア専門番組。 |
| 南モンゴル 草原の風                        | オルホノド・ダイチン、古川フミエイツ                                                        | 約30分     | 不定期        | 中国共産党による民族浄化で危機にある南モンゴルの現状やニュース・文化・歴史等を多言語で紹介する番組。 |
| Japan Spirit                               | 河谷隆司、Ita Diyh、Ha Nguyen                                                               | 約25分     | 不定期        | 日本の屋台骨である「日本精神」を再訪問する英語で発信する情報番組。YouTubeのみ別チャンネルでアップロード。 |
| 未来のミカタ                               | 有本香                                                                                      | 約60分     | 不定期        | 「未来」をテーマに様々な分野で活動する人々の思いや活動を紹介する番組。 |
| 国防・防人チャンネル                       |                                                                                             |            |               | |
| 防衛装備の基礎知識                         | 伊藤祐靖、本村久郎、家村和幸                                                                | 土曜日     | 約10分        | 軍艦・戦闘機・戦車等、陸海空自衛隊それぞれが取り扱う防衛装備の基礎知識を解説。 |
| 地図で見る第二次世界大戦                   | 鍛冶俊樹、濱口和久                                                                          | 金曜日     | 約10分        | 地図を見ながら第二次世界大戦における日本の「勝機」と「敗因」を分析する趣旨の番組。 |

### 過去に放送された主な番組
- 桜プロジェクト（月曜日 - 木曜日）
- 報道ワイド日本 Weekend（金曜日）

2004年（平成16年）8月の開局から2008年（平成20年）3月28日まで「報道ワイド日本」という番組名で続いていたが、2008年（平成20年）4月に改題。2016年（平成28年）4月21、22日に終了。
番組構成は、新聞記事解説、政治運動・シンポジウム等のVTR特集、ゲストインタビュー、コラム
過去のキャスター
| 名前       | 期間                                    | コラム                     |
| ---------- | --------------------------------------- | -------------------------- |
| 井尻千男   | 2004年8月 - 2015年3月30日[注釈 21]      | 快刀乱麻                   |
| 鈴木邦子   | 2004年8月 - 2015年9月25日               | 感々学々                   |
| 高森明勅   | 2004年8月 - 2010年3月31日               | 高森アイズ                 |
| 芳賀優子   | 2004年8月 - 2011年12月21日              | 大変、勉強になりました     |
| 桜林美佐   | 2004年8月 - 2008年9月23日               | 時間旅行記                 |
| 増田のどか | 2004年8月 - 2007年12月5日               | -                          |
| 和田あい   | 2005年9月21日 - 2006年2月8日            | -                          |
| 児玉千洋   | 2006年2月15日 - 2008年7月26日           | 日本のエコ力               |
| 藤井厳喜   | 2006年4月7日 - 2010年8月13日            | 厳喜の元気！               |
| 藤井厳喜   | 2006年4月7日 - 2010年8月13日            | 厳喜に訊け！               |
| 城内実     | 2006年4月21日 - 2008年8月30日           | とことん信念               |
| 山際澄夫   | 2006年4月28日 - 2010年3月26日           | そしてわが歌               |
| 伊藤哲夫   | 2007年7月11日 - 2007年11月7日           | 明日への選択               |
| 青木直人   | 2008年4月15日 - 2008年7月8日            | 仁義なき大放談             |
| 児玉麻衣比 | 2008年10月21日 - 2009年10月6日          | -                          |
| saya       | 2010年11月1日 - 2011年5月30日[注釈 22]  | 音楽流星群                 |
| 上念司     | 2012年7月11日 - 2015年2月20日           | メディアの嘘を見抜け       |
| 倉山満     | 2012年11月16日 - 2013年9月20日[注釈 23] | 倉山満の砦                 |
| 大高未貴   | [注釈 24]                               | 魔都見聞録                 |
| 渡邉哲也   |                                         | 今世界で何が起きているのか |
| 馬渕睦夫   |                                         | 深層、真相、心操！         |
| 前田有一   |                                         | 超映画批評                 |
| 富岡幸一郎 |                                         | ズバリ文化批評             |
| 小山和伸   |                                         | 早い話が...                |
| 関岡英之   |                                         | 眼前百事                   |
| 三橋貴明   |                                         | 明るい経済教室             |
| 上島嘉郎   |                                         | 遠くの声を探して           |
| 木坂麻衣子 |                                         | 右や左の旦那さま           |
- 我那覇真子のおおきなわ - 我那覇真子
- 杉田水脈の男どき女どき - 杉田水脈
- 渡部昇一の「大道無門」 - 渡部昇一
- 日いづる国より - 中山恭子・すぎやまこういち
- なっちゃんち まゆちゃんち - 加藤夏未・林眞佑子
- 井上和彦が斬る！ - 井上和彦・色希 ほか
- 葛城奈海の海幸山幸の詩 - 葛城奈海・色希
- Eyes on Japan - 上村シーラ千賀子・German Saa・David Price
- 美の世界・国のかたち - 小川榮太郎・タイラヨオ
- 明日への選択 - 伊藤哲夫
- アニメンタリー 決断 - タツノコプロ製作。開局から1年間、繰り返し放映した。
- 英霊の言乃葉 - 烏丸せつこ
- 葛城奈海の「戦闘者の本音」 - 葛城奈海、伊藤祐靖、稲川義貴（国防・防人チャンネル）
- 頑張れ! 地方議員 - 松浦芳子・松浦威明[注釈 25]・ゲスト
- 小山・厳喜のがちんこ政経塾 - 小山和伸、藤井厳喜
- ゴー宣・チェリ*ブロ - 小林よしのり、笹幸恵[注釈 26]
- 教育最前線 - 小林正、小川義男
- 金美齢と素敵な仲間たち - 金美齢
- 心の日本 民謡の魂
- 子ども寺子屋 桜 -日本の頭脳と背骨を創った偉人たち- - 荒川春代
- 古美術アワー「骨董魂伝」
- 魁! 武道通信TV - 杉山頴男、扇さや
- 濱口和久の防災・危機管理塾 - 濱口和久・色希 ほか
- 井上和彦の場外乱闘！ - 井上和彦
- 防人の道 NEXT - 葛城奈海・色希 ほか
- 防人の道 今日の自衛隊[注釈 27]

| 井上和彦     | 2004年8月 - 2015年8月27日                                                              |
| 潮匡人       | 2004年8月 - 2006年12月5日                                                              |
| 佐藤政博     | 2004年8月 - 2007年8月16日 2008年9月19日・9月26日                                       |
| 桜林美佐     | 2004年8月 - 2008年9月26日                                                              |
| 吉永光里     | 2004年8月 - 2004年12月23日                                                             |
| 林眞佑子     | 2004年8月 - 2009年2月10日 2010年10月4日 - 2011年7月4日 2012年4月30日 - 2015年8月20日   |
| 倉形桃代     | 2004年8月 - 2005年2月7日                                                               |
| 谷口悠子     | 2004年8月 - 2004年10月22日                                                             |
| 西堀麻理子   | 2004年8月 - 2005年2月1日                                                               |
| 岩崎沙織     | 2005年1月14日 - 2007年2月6日                                                           |
| 内田麻紀     | 2005年2月8日 - 2007年2月13日                                                           |
| 片桐のり子   | 2005年2月14日 - 2010年10月11日 2013年1月23日 - 2013年8月27日                           |
| 加藤夏未     | 2005年2月15日 - 2013年1月16日 2014年5月7日 - 2015年5月27日                             |
| 早瀬史麻     | 2005年2月21日 - 2006年10月23日                                                         |
| 濱口和久     | 2006年4月7日 - 2015年8月26日                                                           |
| 中山律子     | 2006年4月7日 - 2006年6月30日                                                           |
| 落合ゆう子   | 2006年7月7日 - 2010年8月5日 2013年3月28日 - 2013年9月5日 2015年1月22日 - 2015年8月10日 |
| 大高未貴     | 2006年9月22日 - 2007年1月26日                                                          |
| 葛城奈海     | 2006年12月12日 - 2015年8月25日                                                         |
| 伊良部明美   | 2007年2月20日 - 2007年12月11日                                                         |
| 佐野綾香     | 2007年2月27日 - 2009年3月24日                                                          |
| 宮本佳世子   | 2007年7月13日 - 2007年10月26日                                                         |
| 北村淳       | 2007年9月13日 - 2007年9月27日                                                          |
| 高杉裕之     | 2007年10月4日 - 2008年9月5日                                                           |
| 白川比咲子   | 2008年4月8日 - 2015年2月17日                                                           |
| 水口友梨佳   | 2008年7月7日 - 2011年1月4日                                                            |
| 近藤永子     | 2008年7月9日 - 2014年10月16日                                                          |
| 上島よしもり | 2008年12月5日 - 2010年4月29日                                                          |
| 高沢一基     | 2008年12月26日 - 2014年9月19日                                                         |
| 小林香菜子   | 2009年4月10日 - 2009年8月31日                                                          |
| 鈴木遥       | 2009年4月15日 - 2010年6月21日                                                          |
| 須田紫織     | 2009年11月16日 - 2010年6月29日                                                         |
| 辺見のり子   | 2010年9月10日 - 2013年3月27日                                                          |
| 大山碧里     | 2011年7月11日 - 2013年7月30日                                                          |
| 佐藤美穂     | 2011年11月21日 - 2012年2月27日                                                         |
| 鳳恵弥       | 2012年5月10日 - 2014年3月12日                                                          |
| 色希         | 2013年1月21日 - 2015年8月26日                                                          |
- 桜講談劇場
- さくらじ
  - 第一期さくらじ： 古谷経衡・木間ゆり
  - 第二期さくらじ SATURDAY：古谷経衡・Kaoru・山野車輪・田中聡＝クルーンP・MC K-LA・日美子・斉藤"七生報國"俊介
  - 第三期さくらじ： 古谷経衡・saya
- 桜 詩吟の魂 - 主に詩吟朗詠錦城流の大会の模様を中継する
- 桜ジャーナル「解体新書21」 - 遠藤浩一
- 桜塾講座
  - 安全保障大学校
  - 学校でまなびたい歴史 - 斎藤武夫
  - 子育て支援塾 - 田下昌明
  - 再検証東京裁判 各論 - 小堀桂一郎
  - 篠沢講座 - 篠沢秀夫
  - 世界偉人伝 - 渡部昇一
  - 世界に開かれた日本近現代史 - 名越二荒之助
  - 大東亜戦争への道 - 中村粲
  - 天皇を考える12の視点 - 高森明勅
  - 東西比較文化論 - 久保田信之
  - 日本の文明と芸術 - 田中英道
- 桜戦略研究所 - 潮匡人
- 桜寄席
- 桜らぷそでぃ - 山口裕美、扇さや、ゲスト
- 桜浪曲劇場
- 佐藤勝巳の「現代コリア研究」 - 佐藤勝巳、花岡信昭、丹羽文生
- 週刊どこんぜう - 小澤いずみ、小山和伸
- 週刊ほめ殺し - さかもと未明、小山和伸
- 新・アジアの息吹 - 児玉千洋
- 政党は主張する!
- 世界最強だった！帝国陸海軍 - 濱口和久、倉山満（国防・防人チャンネル）
- 世界の眼 日本の眼 - 英国『エコノミスト誌』から - 中村晃生、杉山慎策
- 装道アワー - 山中典士
- 草莽崛起 - 局の主張・方針に賛同する各界の名士らが日替わりでアピールする番組
- 草莽崛起SP
  - 小平市アワー
  - 自然と生きる -食と健康- - 東城百合子
  - 杉並区民アワー
  - 生命の教育 - 主に「新教育者連盟」の活動を紹介する番組
  - 台東区アワー
  - 山田区長の一言申しあげます-杉並区アワー - 山田宏
- 起ちあがれ!地方議員 - 土屋たかゆき、児玉千洋
- 田母神塾[注釈 28] - 田母神俊雄、saya
- 探訪 SP盤の世界 - 郡修彦
- 中国ロビイストの研究 - 水島総、青木直人
- 西村眞悟の「眞悟十番勝負!」[注釈 29] - 西村眞悟
- 日本共産党と戦後史 - 兵本達吉
- 日本航空学園アワー
- 日本の息吹 - 水島総、崎山茂子
- 日本よ、今... 「テレビ掲示板討論会」 - ハンドルネーム「河内屋蒼湖堂」、「啓蒙主義者」、「みや東亞」、「いちのへ」、「しおつき」、「原風景」、「Doronpa」他
- 人間の杜 - 水島総
- 爆弾! - 水島総、ゲスト
- フィリピンスペシャル
- ふるさとから日本へ! - 松浦芳子ほか地方議会議員
- 暴走246 Part2 - 大高未貴、金森由利子、早瀬史麻
- 民謡 日本の祭り
- よくわかる!ミサイル白書 - 鍛冶俊樹・濱口和久（国防・防人チャンネル）
  - よくわかる!現代戦闘機ファイル - 鍛冶俊樹・濱口和久（国防・防人チャンネル）
- 夜桜 ○曜[注釈 30]は眠らナイト - 水島総、あずさシスターズ、水沢美架、鍛冶俊樹、前田有一
- リアルジャパンプロレス - 第1回 - 13回大会まで特番として録画中継
- 良書紹介

スカイアイチャンネルの番組
- 第43回全国自衛隊サッカー大会決勝戦 - リポーター：永島昭浩・ハイライト解説：波戸康広、内田智也、片岡洋介（シーエス東京製作）[注釈 31]